# آندرئاس برونست
آندرئاس برونست (آلمانی: Andreas Bronst؛ زادهٔ ۱۲ نوامبر ۱۹۵۷) ژیمناست هنری اهل آلمان بود.